# Anoectangium
Anoectangium là một chi rêu trong họ Pottiaceae.